# Komtureikirche (Osnabrück)

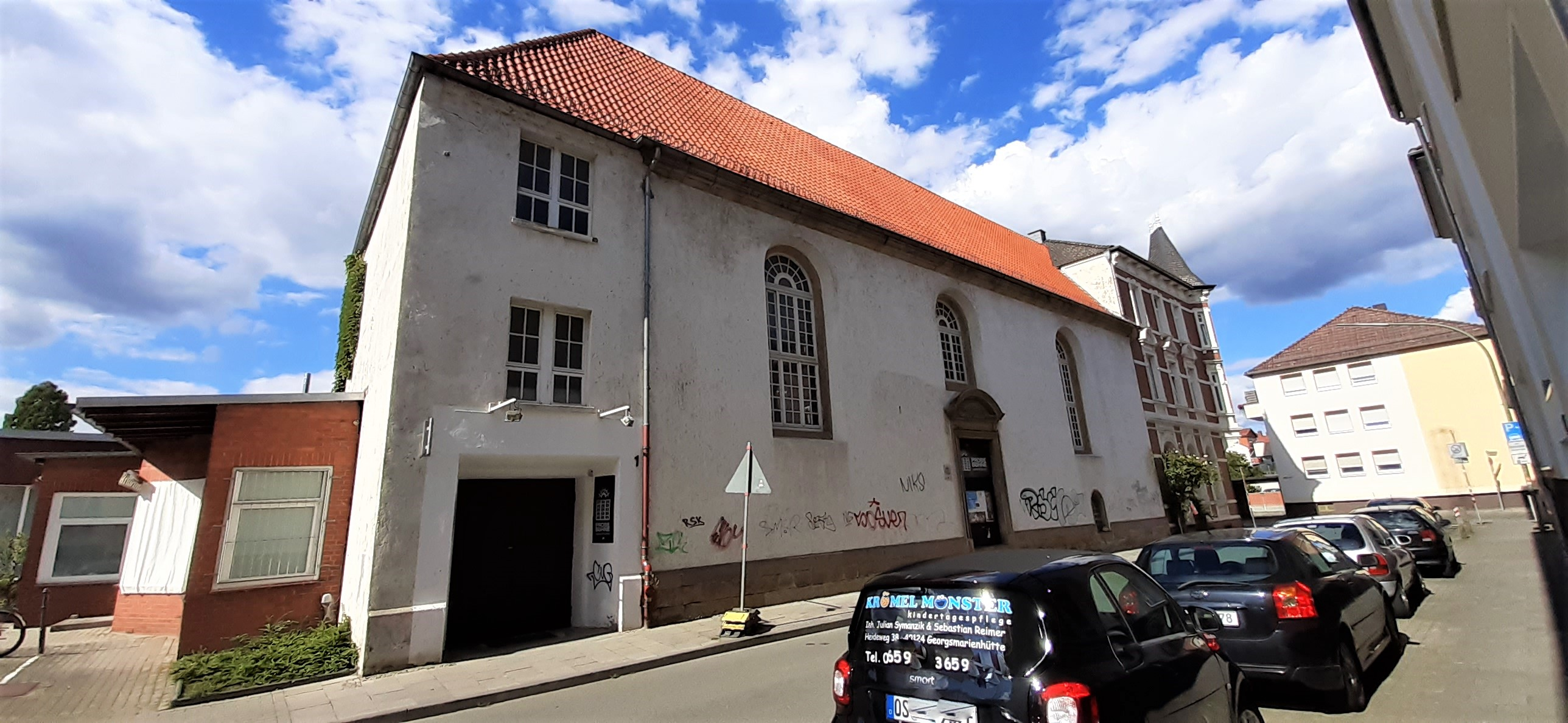
Komtureikirche Osnabrück

Die Komtureikirche in Osnabrück, auch Kommendekirche St. Georg, ist eine ehemalige Kirche in der Osnabrücker Neustadt. Heute wird das denkmalgeschützte Gebäude von einem Amateurtheater genutzt.

## Geschichte
Als Teil der 1352 gegründeten Kommende St. Georg wurde 1389 die Komtureikirche urkundlich erwähnt. Die Kommende St. Georg wurde vom Deutschritterorden als Niederlassung in Osnabrück gegründet und um 1380 selbstständig. Mit nur drei Ordensbrüdern war sie die kleinste in der Ballei Westfalen, überdauerte jedoch die Reformation. Während des Dreißigjährigen Krieges brannte 1643 die Kirche aus. Fürstbischof Ernst August II. von Hannover ließ als Administrator des Deutschen Ordens die Kirche 1725 wiederaufbauen. Der Saalbau mit einem 3/8-Chor weist Rundbogenfenster und zwei Portale auf, die jeweils unterhalb des mittleren Fensters liegen. Das barocke Portal auf der Nordseite ist als Hauptportal reicher verziert. Nach der Säkularisierung des Ordens durch das Königreich Westphalen unter Jérôme Bonaparte am 10. Juni 1809 wurde die Komtureikirche wie auch weitere Besitzungen des Ordens verstaatlicht und später verkauft. 1881 plante die jüdische Gemeinde Osnabrücks den Umbau der Komtureikirche zur Synagoge, dieses wurde jedoch von der Preußischen Regierung abgelehnt, weshalb später die alte Synagoge errichtet wurde.
Das Komturhaus nordwestlich der Kirche wurde im Zweiten Weltkrieg zerstört. Ab 1950 nutzten die Siebenten-Tags-Adventisten Teile der Kirche, während andere Räume als gewerbliches Lager genutzt wurden. Zeitweise wurde der Betraum der Adventisten durch die Baptisten der Stadt mitgenutzt. Ab dem 1. Mai 1951 bis zur Fertigstellung der eigenen Kirche 1960 waren die Baptisten zu Gast.
Mit der Verbreiterung der Kommenderiestraße drohte 1976 der Abriss der Kirche, der nur durch den Einspruch des städtischen Denkmalpflegers Bruno Switala verhindert wurde. Nachdem 1980 die Siebenten-Tags-Adventisten die Kirche nicht mehr nutzten, wurde ab dem 1. Januar 1981 das Amateurtheater der Probebühne dort heimisch. Im hergerichteten Hauptraum können vor maximal 99 Zuschauern Theaterstücke aufgeführt werden.